# Аркея золотощока
Арке́я золотощока (Bangsia aureocincta) — вид горобцеподібних птахів родини саякових (Thraupidae). Ендемік Колумбії.

## Опис

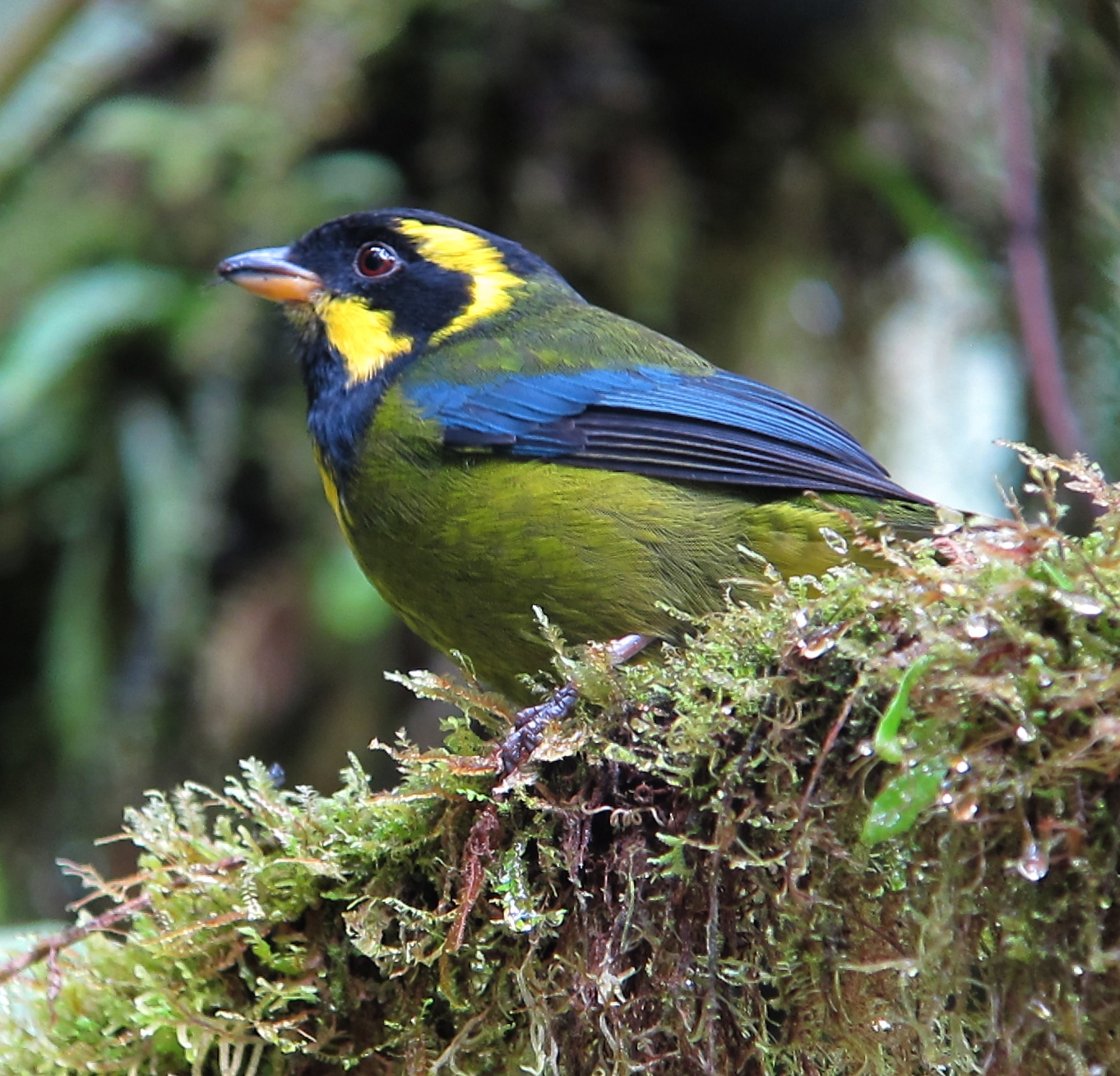
Золотощока аркея

Довжина птаха становить 16 см, вага 35-45 г. Голова, горло і блки грудей блискучо-чорні, щоки оливково-зелені, окаймлені золотисто-жовтими смугами. Центральна частина грудей яскраво-орнажево-жовта, решта нижньої частини тіла яскраво-оливково-зелена. Спина темно-зелена, надхвістя і хвіст зелені, центральні стернові пера тьмяно-оливкові, крайні стернові пера темні, з оливковими краями. Крила чорнуваті, махові пера темно-сині. Очі темно-червоні. дзьоб зверху чорний, знизу роговий, лапи сірі.

## Поширення і екологія
Золотощокі аркеї мешкають на західних схилах Західного хребта Колумбійських Анд. Вони живуть у вологих гірських і хмарних тропічних лісах. Зустрічаються поодинці, парами і невеликими зграйками, на висоті від 1350 до 2195 м над рівнем моря, переважно на висоті понад 1700 м над рівнем моря. Іноді приєднуються до змішаних зграй птахів. Живляться переважно плодами, а також комахами.

## Збереження
МСОП класифікує цей вид як вразливий. За оцінками дослідників, популяція золотощоких аркей становить від 600 до 1700 птахів. Їм загрожує знищення природного середовища.